# Leighton Baines
Leighton John Baines (Liverpool, 1984. december 11. –) angol labdarúgó, jelenleg az Everton megbízott vezetőedzője, és U18-as csapatának menedzsere.

## Pályafutása

### Wigan Athletic
Baines 2002-ben mutatkozott be a Wigan Athletic felnőtt csapatában. Nem sokkal később fontos tagja lett a csapatnak. A 2004–05-ös szezonban, amikor a gárda feljutott a Premier League-be, már stabil kezdő volt. Ekkor szerezte meg első gólját is, az Ipswich Town ellen egy látványos távoli lövésből.
2005 februárjában új szerződést írt alá a Wigannel annak ellenére, hogy többek között a Manchester United, az Arsenal és az Everton is szerette volna leigazolni. Remekül sikerült az első szezonja a Premier League-ben, csapatával bejutott a Ligakupa döntőjébe is, ahol vereséget szenvedett a Manchester Unitedtől.

### Everton
A 2007–08-as idény előtt az Everton, a Newcastle United és a Sunderland is érdeklődött iránta. Utóbbi csapat közel került a leigazolásához, a Wigan állítólag el is fogadta 6 millió fontos ajánlatukat, de Baines nemet mondott, mivel szeretett volna visszatérni szülővárosába, Liverpoolba. 2007. augusztus 6-án aláírt az Evertonhoz, a kék mezesek 5 millió fontot fizettek érte. Első szezonjában mindössze 29 meccsen kapott lehetőséget, mivel sérüléssel bajlódott, Phil Jagielka, Joseph Yobo és Joleon Lescott pedig jó formának örvendett.
A következő évadban már több lehetőséget kapott, mivel Yobo megsérült. Olyan jól teljesített márciusban és áprilisban is, hogy megválasztották az Everton legjobbjának. 2009. március 21-én, a Portsmouth ellen megszerezte első gólját a liverpooliaknál. Augusztus 30-án korábbi klubja, a Wigan Athletic ellen gólra váltott egy büntetőt, ezzel 2–1-es sikerhez segítve csapatát. Szeptember 17-én, egy AEK Athén elleni Európa-liga-meccsen csapatkapitányként vezette pályára az Evertont.
2013 nyarán karnyújtásnyira volt a Manchester Unitedtől, amikor az ebben az évben az Everton kispadját otthagyó David Moyes első átigazolási szezonját gyakorolta a Manchester kispadján, amit a futballvilág egyik meghatározó alakjától, a "nyugdíjba vonuló" Sir Alex Fergusontól vett át. David Moyes első átigazolási idényében két játékosát is szerette volna magával hozni, a belga válogatott játékost, Marouane Fellainit és az angol válogatott védőt, Leighton Bainest, míg csak az előbbi játékost sikerült elhozni, cikkek szerint 5 millió fonttal kért többet az Everton Bainesért, mint amennyit maximálisan ajánlott a  Manchester United a válogatott bal bekkért!

## A válogatottban
Baines 2004 és 2007 között tagja volt az U21-es angol válogatottnak. 2006. október 6-án, Németország ellen gólt szerzett. A 2007-es U21-es Eb-n is részt vett, négy meccsen játszott.
2009 márciusában a felnőtt válogatottba is behívták, de nem kapott játéklehetőséget.

## Statisztika

### Klubcsapatokban
| Klub             | Szezon           | Bajnokság        | Bajnokság | Bajnokság | FA-kupa | FA-kupa | Ligakupa | Ligakupa | Egyéb | Egyéb | Összes | Összes |
| Klub             | Szezon           | Liga             | Mérk.     | Gólok     | Mérk.   | Gólok   | Mérk.    | Gólok    | Mérk. | Gólok | Mérk.  | Gólok  |
| ---------------- | ---------------- | ---------------- | --------- | --------- | ------- | ------- | -------- | -------- | ----- | ----- | ------ | ------ |
| Wigan Athletic   | 2001–02          | Second Division  | 0         | 0         | 0       | 0       | 0        | 0        | 0     | 0     | 0      | 0      |
| Wigan Athletic   | 2002–03          | Second Division  | 6         | 0         | 2       | 0       | 2        | 0        | 2     | 0     | 12     | 0      |
| Wigan Athletic   | 2003–04          | First Division   | 26        | 0         | 1       | 0       | 1        | 0        | —     | —     | 28     | 0      |
| Wigan Athletic   | 2004–05          | Championship     | 41        | 1         | 0       | 0       | 1        | 0        | —     | —     | 42     | 1      |
| Wigan Athletic   | 2005–06          | Premier League   | 37        | 0         | 2       | 0       | 4        | 0        | —     | —     | 43     | 0      |
| Wigan Athletic   | 2006–07          | Premier League   | 35        | 3         | 1       | 0       | 1        | 0        | —     | —     | 37     | 3      |
| Wigan Athletic   | Összesen         | Összesen         | 145       | 4         | 6       | 0       | 9        | 0        | 2     | 0     | 162    | 4      |
| Everton          | 2007–08          | Premier League   | 22        | 0         | 1       | 0       | 1        | 0        | 5     | 0     | 29     | 0      |
| Everton          | 2008–09          | Premier League   | 31        | 1         | 7       | 0       | 0        | 0        | 1     | 0     | 39     | 1      |
| Everton          | 2009–10          | Premier League   | 37        | 1         | 2       | 1       | 1        | 0        | 8     | 0     | 48     | 2      |
| Everton          | 2010–11          | Premier League   | 38        | 5         | 4       | 2       | 2        | 0        | —     | —     | 44     | 7      |
| Everton          | 2011–12          | Premier League   | 33        | 4         | 6       | 1       | 3        | 0        | —     | —     | 42     | 5      |
| Everton          | 2012–13          | Premier League   | 38        | 5         | 5       | 2       | 1        | 0        | —     | —     | 44     | 7      |
| Everton          | 2013–14          | Premier League   | 32        | 5         | 3       | 1       | 0        | 0        | —     | —     | 35     | 6      |
| Everton          | 2014–15          | Premier League   | 31        | 2         | 1       | 0       | 0        | 0        | 5     | 1     | 37     | 3      |
| Everton          | 2015–16          | Premier League   | 18        | 2         | 2       | 0       | 3        | 0        | —     | —     | 23     | 2      |
| Everton          | 2016–17          | Premier League   | 32        | 2         | 1       | 0       | 0        | 0        | —     | —     | 33     | 2      |
| Everton          | 2017–18          | Premier League   | 22        | 2         | 0       | 0       | 1        | 0        | 6     | 1     | 29     | 3      |
| Everton          | 2018–19          | Premier League   | 6         | 0         | 1       | 0       | 1        | 0        | —     | —     | 8      | 0      |
| Everton          | 2019–20          | Premier League   | 8         | 0         | 0       | 0       | 1        | 1        | —     | —     | 9      | 1      |
| Everton          | Összesen         | Összesen         | 348       | 29        | 33      | 7       | 14       | 1        | 25    | 2     | 420    | 39     |
| Karrier összesen | Karrier összesen | Karrier összesen | 493       | 33        | 39      | 7       | 23       | 1        | 27    | 2     | 582    | 43     |

Jegyzetek
1. ↑  Mérkőzése(i) a Football League Trophy-ban
2. 1 2  Mérkőzése(i) az UEFA-kupában
3. 1 2 3  Mérkőzése(i) az Európa Ligában

### A válogatottban
| Anglia   | Anglia | Anglia |
| Év       | Mérk.  | Gólok  |
| -------- | ------ | ------ |
| 2010     | 2      | 0      |
| 2011     | 4      | 0      |
| 2012     | 7      | 1      |
| 2013     | 9      | 0      |
| 2014     | 7      | 0      |
| 2015     | 1      | 0      |
| Összesen | 30     | 1      |

#### Gólja az angol válogatottban
megjegyzés Az eredmény az angol válogatott szemszögéből értendő.
| #  | Dátum               | Ellenfél | Eredmény | Kiírás       | Esemény |
| -- | ------------------- | -------- | -------- | ------------ | ------- |
| 1. | 2012. szeptember 7. | Moldova  | 5 – 0    | Vb-selejtező | 83'     |

## Sikerei, díjai

### Klubcsapatokban
Wigan Athletic
- Angol harmadosztály bajnok: 2002–03
- Angol másodosztály ezüstérmes: 2004–05
- Ligakupa ezüstérmes: 2006

 Everton
- FA-kupa ezüstérmes: 2009

## Fordítás
- Ez a szócikk részben vagy egészben  a   Leighton Baines című angol Wikipédia-szócikk fordításán alapul.  Az eredeti cikk szerkesztőit annak laptörténete sorolja fel. Ez a jelzés csupán a megfogalmazás eredetét és a szerzői jogokat jelzi, nem szolgál a cikkben szereplő információk forrásmegjelöléseként.